# Kara Goucher
Kara Goucher (ur. 9 lipca 1978 w Nowym Jorku) – amerykańska lekkoatletka, startująca w biegach długodystansowych, srebrna medalistka Mistrzostw Świata z 2007 roku z Osaki na dystansie 10 000 m. 
Żona amerykańskiego długodystansowca Adama Gouchera.

## Sukcesy

### Igrzyska Olimpijskie
| Igrzyska olimpijskie | Miejsce | Data | Konkurencja      | Lokata      | Wynik    |
| -------------------- | ------- | ---- | ---------------- | ----------- | -------- |
| Pekin 2008           | Pekin   | 2008 | bieg na 10 000 m | 10. miejsce | 30:55:16 |
| Pekin 2008           | Pekin   | 2008 | bieg na 5000 m   | 9. miejsce  | 15:49:39 |
| Londyn 2012          | Londyn  | 2012 | maraton          | 11. miejsce | 2:26:07  |

### Mistrzostwa Świata
| Mistrzostwa Świata | Miejsce | Data | Konkurencja      | Lokata      | Wynik    |
| ------------------ | ------- | ---- | ---------------- | ----------- | -------- |
| Osaka 2007         | Osaka   | 2007 | bieg na 10 000 m |             | 32:02:05 |
| Berlin 2009        | Berlin  | 2009 | maraton          | 10. miejsce | 2:27:48  |

### Puchar Świata
| Puchar Świata | Miejsce | Data | Konkurencja    | Lokata | Wynik   |
| ------------- | ------- | ---- | -------------- | ------ | ------- |
| Ateny 2006    | Ateny   | 2006 | bieg na 3000 m |        | 8:41,42 |

## Rekordy życiowe
- Bieg na 1500 m – 4:05,14 (2006)
- Bieg na 3000 m – 8:34,99 (2007)
- Bieg na 5000 m – 14:55,02 (2007)
- Bieg na 10 000 m – 30:55,16 (2008)
- Bieg maratoński – 2:25:53 (2008) / 2:24:52d (2011)
- Bieg na 3000 m (hala) – 8:46,65  (2009)